# DWA 00.01-00.20
A DWA (Dance World Attack) olasz lemezkiadó DWA 00.01-00.20 sorszámmal kezdődő maxi lemezeinek listája, mely 1989 és 1990között jelent meg. 
| Katalógusszám | Év   | Formátum | Label | Előadó                        | Cím                           | Verzió A                                                         | Verzió B                                                                            |  |
| ------------- | ---- | -------- | ----- | ----------------------------- | ----------------------------- | ---------------------------------------------------------------- | ----------------------------------------------------------------------------------- |  |
| 00.01         | 1989 | 12"maxi  | DWA   | Raimunda Navarro              | No Lo Hago Por Dinero         | A1 Latino Remix A2 Accappella                                    | B1 Radio Cut B2 Dub Re-Beat                                                         |  |
| 00.02         | 1989 | 12"maxi  | DWA   | Ice Mc                        | Easy (Remix)                  | A1 Extended World Attack Remix                                   | B1 Feel the Groove Remix B2 Rock your Body                                          |  |
| 00.03         | 1989 | 12"maxi  | DWA   | Meeting Place                 | House from the World          | A1 Club Mix A2 A Capella                                         | B1 Mental Club Mix B2 Piano Groove                                                  |  |
| 00.04         | 1989 | 12"maxi  | DWA   | Stargo                        | Live is Life                  | A1 Vocal Remix A2 The Groove is Life                             | B1 Superbass Remix B2 Pingbass (Atomic Version) B3 Live is Life (Accappela Version) |  |
| 00.05         | 1989 | 12"maxi  | DWA   | Lovetrip                      | Face to Face                  | A1 Extended Love Mix A2 Radio Cut                                | B1 The Sex Groove B2 The Bass Groove B3 Acappella                                   |  |
| 00.06         | 1989 | 12"maxi  | DWA   | Shade of Love                 | Together                      | A1 Extended Situation                                            | B1 Radio Cut B2 Making Love Remix B3 Acapella                                       |  |
| 00.07         | 1989 | 12"maxi  | DWA   | Krymu                         | Polskie Beat                  | A1 East Remix                                                    | B1 Groove Remix B2 Accappella                                                       |  |
| 00.08         | 1989 | 12"maxi  | DWA   | Ice Mc                        | Easy (The House Remix         | A1 The House Remix                                               | B1 Rock your Body                                                                   |  |
| 00.09         | 1990 | 12"maxi  | DWA   | Ice Mc                        | Scream                        | A1 Extended Atomic Remix                                         | B1 The Overture B2 The Single                                                       |  |
| 00.10         | 1990 | 12"maxi  | DWA   | Ice Mc                        | Cinema                        | A1 The Oscar Mix                                                 | B1 Radio Version B2 Dedication Groove B3 Dedication Dub                             |  |
| 00.11         | 1990 | LP       | DWA   | Ice Mc                        | Cinema                        | A1 Cinema A2 Scream A3 Peace A4 Gone with the Wind A5 Dolce Vita | B1 Easy B2 I'm Sad B3 Ok Corral B4 Rock your Body B5 Laika                          |  |
| 00.12         | 1990 | 12"maxi  | DWA   | Raimunda Navarro              | No Lo Hago Por Dinero (Remix) | A1 The Paradise Remix                                            | B1 The Long Trip Remix B2 The Beat Remix                                            |  |
| 00.13         | 1990 | 12"maxi  | DWA   | Pianonegro                    | Pianonegro                    | A1 Long Mix                                                      | B1 Radio Edit B2 Negrogroove                                                        |  |
| 00.14         | 1990 | 12"maxi  | DWA   | Soul Boy                      | Typical                       | A1 Extended Version A2 Acapella                                  | B1 Radio Version B2 Instrumental Version                                            |  |
| 00.15         | 1990 | 12"maxi  | DWA   | Meeting Place                 | I Wanna tell you a Story      | A1 Radio Version A2 Groove Mix                                   | B1 Extended Version B2 Acapella Version                                             |  |
| 00.16         | 1990 | 12"maxi  | DWA   | Soul Emotion                  | Soul Emotion                  | A1 Original Mix A2 Groove                                        | B1 Long Mix B2 Single                                                               |  |
| 00.17         | 1990 | 12"maxi  | DWA   | Ice Mc                        | Ok Corral!                    | A1 Buffalo Mix A2 Bufallopella                                   | B1 Buffallo Groove B2 Radio Cut                                                     |  |
| 00.18         | 1990 | 12"maxi  | DWA   | Pianonegro                    | Pianonegro (Remix)            | A1 The Baby Attack Remix A2 The Baby Attackpella                 | B1 The Industrial Remix B2 The Andes Beat B3 The Andespella                         |  |
| 00.19         | 1990 | 12"maxi  | DWA   | Ice Mc                        | Megamix                       | A1 Megamix                                                       | B1 Peace B2 Dolce Vita                                                              |  |
| 00.20         | 1990 | 12"maxi  | DWA   | DFB Featuring Walter Barbaria | Nessun Dorma/Shaft Groove     | A1 Club Mix A2 Acappella A3 Vocal Mix                            | B1 Original Version B2 Orchestral Version B3 Shaft Groove                           |  |